# Івановс Яніс Андрійович
Яніс Андрійович Івановс (латис. Jānis Ivanovs, рос. Янис Андреевич Иванов; 9 жовтня 1906, Прейлі, Латвія — 27 березня 1983, Рига) — латвійський композитор, голова правління Спілки композиторів Латвійської РСР (в 1950—1951 роках). Автор 21 симфонії, в яких відчутна скандинавська пізньоромантична хвиля. Депутат Верховної Ради СРСР 3—4-го скликань.

## Біографія
Походив з російської старообрядницької родини. Раннє дитинство провів у Латвії.
Під час Першої світової війни його родина жила у Білорусі — Вітебську і Смоленську, 1920 року втік від більшовиків у Латвію.
В 1924—1931 роках навчався у Латвійській консерваторії, закінчив диригентський клас Георга Шнеевойгта; потім додатково пройшов майстер-клас композиції у Язеп Вітолса. З 1931 року диригував симфонічним оркестром Латвійського радіо, в 1945—1963 роках був художнім керівником Латвійського радіо.
З 1944 року і до кінця життя викладав у Ризькій консерваторії, з 1955 року — професор. Серед учнів М. Ейнфелде, Р. Ермакс, Ю. Карлсонс, У. Прауліньш.
У низці творів Яніса Івановса помітний народний мелодизм. Композитор мав свою гармонічну мову і самобутнє оркестрове мислення. Йому були близькі лінеарізм, політональності і полірітмічні комплекси, 12-тоновий тематизм, обмежена алеаторика.
Автор численних симфонічних творів, у тому числі 21 симфонії (останню, датовану 1983-м роком, по клавіру оркестрував Ю. Карлсонс), одна з яких — Чотирнадцята (1971) — написана для струнного оркестру. Творець Фортепіанного (1959), Скрипкового (1951) і віолончельного концертів (1938—1945), великого числа творів для фортепіано, в тому числі «24 ескізів».
Серед виконавців творів Івановса — диригенти В. Синайський, Л. Вігнерс, Е. Тонс, Т. Ліфшиц, Ю. Жуков, віолончелісти Е. Тестелец, Е. Бертовський, М. Вілеруш, скрипалі В. Заріньш, Ю. Шволковскіс, піаністи І. Граубіня, К. Блюменталь, Н. Новик та Р. Хараджанян, Т. Бікіс та ін

## Нагороди та звання
- Народний артист Латвійської РСР (1956).
- Народний артист СРСР (1965).
- Сталінська премія другого ступеня (1950) — за Симфонію № 6 («Латгальська»).
- Двічі лауреат Державної премії Латвійської РСР (1959, 1970).
- Нагороджений орденами Леніна (1976) і Трудового Червоного Прапора (1950, 1956).